# Mestre de cerimônias (título bizantino)
Mestre de cerimônias (em grego: ἐπὶ τῆς καταστάσεως; romaniz.: epì tes katastáseos) foi um oficial cortesão do Império Bizantino, atestado nos séculos IX-X. A origem e natureza do ofício são incertas. J. B. Bury traduziu-o como "mestre de cerimônias", uma vez que katastasis pode ser interpretado como "ordem", e deriva sua origem do romano tardio "conde das disposições" (em latim: comes dispositionum), o chefe do gabinete das disposições (em latim: scrinium dispositionum), um departamento sob autoridade do mestre dos ofícios. George Ostrogorsky e Ernst Stein apontam que o gabinete das disposições deixou de ser mencionado após 534, e sugerem que o mestre das cerimônias foi um descendente do "conde das admissões" (em latim: comes admissionum, atestado no período do Justiniano I (r. 527–565) em diante.
O Taktikon Uspensky de meados do século X é ambíguo quanto ao seu papel, colocando o ofício primeiro entre os oficiais civis (entre o protonotário do dromo e o arconte do armamento) e então entre os cortesões de baixo nível. O Cletorológio de 899 registra o ofício como uma das "dignidades especiais" (eidikai axiai), e relata que seu pessoal compreendia as ordens (taxeis) de hípatos, vestidores, silenciários e sincléticos, embora muitos deles eram dignidades em vez de funcionários cortesões. O Sobre as Cerimônias, compilado no final do século X, por outro lado, coloca o ofício firmemente entre os oficiais cortesões, geralmente em conjunto com os silenciários.